# Agencja Unii Europejskiej ds. Cyberbezpieczeństwa
Agencja Unii Europejskiej ds. Cyberbezpieczeństwa (ENISA, ang. European Union Agency for Cybersecurity) – agencja Unii Europejskiej odpowiedzialna za zapewnienie wysokiego i efektywnego poziomu bezpieczeństwa w sieciach i systemach informatycznych w Unii Europejskiej. 
Utworzona 15 marca 2004 roku na mocy Rozporządzenia (WE) nr 460/2004 Parlamentu Europejskiego i Rady pod nazwą Europejska Agencja Bezpieczeństwa Sieci i Informacji (European Network and Information Security Agency) służy jako centrum doradztwa państwom członkowskim Unii Europejskiej w kwestiach związanych z szeroko rozumianym bezpieczeństwem w Internecie oraz przyczyniać się do rozwoju społeczeństwa informacyjnego. Ma swoją siedzibę w Heraklionie w Grecji, jednak podstawowa działalność jest prowadzona w Atenach.
Na mocy Rozporządzenia Parlamentu Europejskiego i Rady (UE) 2019/881 z dnia 17 kwietnia 2019 roku w sprawie ENISA (Agencji Unii Europejskiej ds. Cyberbezpieczeństwa) oraz certyfikacji cyberbezpieczeństwa w zakresie technologii informacyjno-komunikacyjnych oraz uchylenia rozporządzenia (UE) nr 526/2013 (akt o cyberbezpieczeństwie) zmieniono nazwę agencji na Agencja Unii Europejskiej ds. Cyberbezpieczeństwa, pozostawiając jej dotychczasowy akronim.